# Salon Niezależnych (kabaret)
Salon Niezależnych – polska grupa kabaretowa, powstała pod koniec lat 60. XX wieku, którą tworzyli: Jacek Kleyff, Michał Tarkowski – studenci architektury i Janusz Weiss – student polonistyki (Tarkowski od roku 1970, wcześniej Roman Walisiak).

## Historia
Pierwsze nagrania zespołu pochodzą z 1967. W 1969 wystąpili w hotelu Bristol w składzie: Jacek Kleyff, Janusz Weiss i Roman Walisiak, którego miejsce z czasem zajął Michał Tarkowski. W latach 70. regularnie występowali w klubie „Medyków” w Warszawie oraz gościnnie w klubie „Pod Egidą”.
Byli wielokrotnie nagradzani, m.in. na Studenckim Festiwalu Piosenki w Krakowie w 1972 oraz na festiwalach FAMA w 1971, 1973 i 1974. Wystąpili też na Krajowym Festiwalu Piosenki Polskiej w Opolu w 1973, gdzie otrzymali Złotą Szpilkę.
Zespół był szykanowany przez władze z powodu politycznego wydźwięku jego twórczości – ich teksty odzwierciedlały ówczesną rzeczywistość PRL. Pamiętnym programem był „Wyścig”, prezentowany podczas FAMY w 1974 — był czytelną aluzją do biegu po polityczne zaszczyty. W 1972 przerwano transmisję ze Studenckiego Festiwalu Piosenki w Krakowie, gdy pojawili się na scenie. W 1976 zostali ukarani zakazem występów z powodu podpisania tzw. Listu 59.
Zmęczeni własną bezsilnością wobec ponurej rzeczywistości, z czasem coraz więcej mówili serio. Przykładem tego jest program „Biała kartka” z czerwca 1976. Janusz Weiss wspomina, że pomysłem było rozdanie publiczności białych kartek: Co my tu będziemy gadać, niech każdy napisze, bo wszyscy myślimy to samo.
5 grudnia 1998 odbył się benefis Salonu Niezależnych w Studiu Radiowym im. Agnieszki Osieckiej.
Po prawie 30 latach przerwy Kleyff i Tarkowski wrócili do wspólnej pracy artystycznej. W 2003 i 2004 wraz Orkiestrą Na Zdrowie realizowali spektakl „Kinoteatrzyk Jacka Kleyffa i Michała Tarkowskiego” w warszawskim Teatrze Studio.

## Nagrody
- 1971 – Główna nagroda na festiwalu FAMA 71 – Trójząb Neptuna w konkursie kabaretów
- 1972 – Festiwal Piosenki Studenckiej w Krakowie
  - Nagroda Główna dla Jacka Kleyffa za piosenkę „Dobre wychowanie”
  - wyróżnienie za etiudę kabaretową „Jajco Holenderski Blues” dla Michała Tarkowskiego
  - wyróżnienie dla piosenki „Balon” autorstwa Jerzego Zwistowskiego i Jerzego Kociszewskiego
- 1972 – Złota Szpilka – nagroda redakcji tygodnika „Szpilki”
- 1973 – nagroda na festiwalu FAMA 73 – Trójząb Neptuna za program „Żyj na huśtawce żyj”
- 1974 – nagroda na festiwalu FAMA 74 – Trójząb Neptuna za kabareton „Wyścig” wraz z Lechem Dymarskim